# Lachenalia aloides
Lachenalia aloides is een soort uit de aspergefamilie (Asparagaceae). Het is een overblijvende bolgewas dat 15 tot 28 centimeter hoog kan groeien. De plant heeft riemvormige en gevlekte bladeren en vlezige stengels. De hangende buisvormige bloemen hebben een gele kleur, waarvan de bovenste bloemen roodgekleurd zijn.   
De soort komt voor in het zuidwesten van de Zuid-Afrikaanse Kaapprovincie, in een gebied tussen de stad Wellington en Durbanville, een voorstad van Kaapstad. Hij groeit op granieten hellingen, in grindzand en in zure humus.